# کیلی (دهانه)
کیلی یک دهانه برخوردی در ماه‌ است.